# Niklas Kreuzer
Niklas Kreuzer (Monaco di Baviera, 20 febbraio 1993) è un calciatore tedesco, difensore svincolato.

## Carriera

### Club
Ha giocato nella seconda serie tedesca con la Dinamo Dresda.

### Nazionale
Ha giocato nelle nazionali giovanili tedesche Under-16, Under-17 ed Under-20.

## Statistiche

### Presenze e reti nei club
Statistiche aggiornate al 1º agosto 2021.
| Stagione             | Squadra              | Campionato           | Campionato | Campionato | Coppe nazionali | Coppe nazionali | Coppe nazionali | Coppe continentali | Coppe continentali | Coppe continentali | Altre coppe | Altre coppe | Altre coppe | Totale | Totale |
| Stagione             | Squadra              | Comp                 | Pres       | Reti       | Comp            | Pres            | Reti            | Comp               | Pres               | Reti               | Comp        | Pres        | Reti        | Pres   | Reti   |
| -------------------- | -------------------- | -------------------- | ---------- | ---------- | --------------- | --------------- | --------------- | ------------------ | ------------------ | ------------------ | ----------- | ----------- | ----------- | ------ | ------ |
| 2013-2014            | Rot-Weiß Erfurt      | 3L                   | 18         | 0          |                 | -               | -               |                    | -                  | -                  |             | -           | -           | 18     | 0      |
| 2014-2015            | Dinamo Dresda        | 3L                   | 32         | 1          | CG              | 2               | 0               |                    | -                  | -                  |             | -           | -           | 34     | 1      |
| 2015-2016            | Dinamo Dresda        | 3L                   | 25         | 0          |                 | -               | -               |                    | -                  | -                  |             | -           | -           | 25     | 0      |
| 2016-2017            | Dinamo Dresda        | 2L                   | 27         | 2          | CG              | 2               | 0               |                    | -                  | -                  |             | -           | -           | 29     | 2      |
| 2017-2018            | Dinamo Dresda        | 2L                   | 25         | 1          | CG              | 1               | 0               |                    | -                  | -                  |             | -           | -           | 26     | 1      |
| 2018-2019            | Dinamo Dresda        | 2L                   | 19         | 0          | CG              | 1               | 0               |                    | -                  | -                  |             | -           | -           | 20     | 0      |
| 2019-2020            | Dinamo Dresda        | 2L                   | 19         | 1          | CG              | 2               | 0               |                    | -                  | -                  |             | -           | -           | 21     | 1      |
| Totale Dinamo Dresda | Totale Dinamo Dresda | Totale Dinamo Dresda | 147        | 5          |                 | 8               | 0               |                    | -                  | -                  |             | -           | -           | 155    | 5      |
| gen.-mag. 2021       | Dinamo Dresda        | 3L                   | 10         | 1          |                 | -               | -               |                    | -                  | -                  |             | -           | -           | 10     | 1      |
| 2021-2022            | Hallescher           | 3L                   | 2          | 0          |                 | -               | -               |                    | -                  | -                  |             | -           | -           | 2      | 0      |
| Totale carriera      | Totale carriera      | Totale carriera      | 177        | 6          |                 | 8               | 0               |                    | -                  | -                  |             | -           | -           | 185    | 6      |

## Palmarès

### Club

#### Competizioni nazionali
- 3. Liga: 2

Dinamo Dresda: 2015-2016, 2020-2021